# Pierre Briant
Pierre Briant, nacido el 30 de septiembre de 1940, en Angers, es un historiador francés de la Antigüedad, especializado en los estudios iránicos. 

## Estudios y actividad científica
Briant estudió Historia en la Universidad de Poitiers (1960-1965), finalizando sus estudios doctorales en 1972. Es, desde 1999, titular de la Cátedra Historia y civilización del mundo Aqueménida y del imperio de Alejandro en el Collège de France, y doctor honoris causa de la Universidad de Chicago.
Su principal área de estudio es el imperio aqueménida, aunque también se ha dedicado a temas relacionados, como Alejandro Magno o el período helenístico. Briant coordina la publicación de numerosas obras, como la colección Persika (Thotm editions), y es el fundador del Réseau International d’Etudes et de Recherches Achéménides, del sitio web Achemenet (sitio de búsqueda y de documentaciones científicas sobre el mundo aqueménidae), y del museo virtual Aqueménida.
En palabras de Matthew Stolper, Briant «ha mostrado a una generación de investigadores que son miembros de un proyecto intelectual común de grandes consecuencias».

## Principales obras
Pierre Briant es el autor de numerosas obras sobre la antigüedad persa y griega; ha publicado entre otras:
- Antigone le Borgne. (Les Débuts de sa Carrière et les Problèmes de l'Assemblée Macédonienne), Les Belles Lettres, París, 1974
- Alexandre le Grand, Coll. Que-sais-je? 622, PUF, París, 1974, 3.ª edición 1986, 4.ª edición 1994, 5.ª edición revisada 2002, 6.ª edición revisada, 2005.
- Rois, tributs et paysans, Les Belles Lettres, París, 1982
- État et pasteurs au Moyen-Orient ancien, París, Maison des Sciences de l'Homme, et Cambridge (Cambridge University Press), 1982
- L'Asie Centrale et les royaumes proche-orientaux du premier millénaire av.n.è., Ed.Recherches sur les civilisations, París, 1984
- De la Grèce à l'Orient: Alexandre le Grand. Coll. «Découvertes Gallimard/ Histoire» (n.º 27), Gallimard, París, 1987; nueva edición , París, 2005
  - Trad. al español Alejandro Magno, de Grecia al Oriente, colección «Aguilar Universal» (n.º 3), Madrid: Aguilar, S. A. de Ediciones, 1989.
- Darius, les Perses et l'Empire, coll. «Découvertes Gallimard/ Histoire» (n.º 159), Gallimard, París 1992; 2.ª edición 2001
- [En colaboración], Le monde grec aux temps classiques I: le Vè siècle, Coll. Nouvelle Clio, PUF, 1995 [bajo la dirección de Pierre Briant y Pierre Lévêque]
- Histoire de l'Empire perse. De Cyrus à Alexandre, 1247p., París, Fayard, 1996
- Bulletin d'histoire achéménide II, París, Ed. Thotm, Collection Persika 1, 2001
- Darius dans l'ombre d'Alexandre, 666 pag., París, Fayard, 2003